# Associação de Futebol da Gâmbia
A Associação de Futebol da Gâmbia (em inglês: Gambia Football Association, ou GFA) é o orgão dirigente do futebol na Gâmbia. Ela é filiada à FIFA, CAF e à WAFU. Ela é a responsável pela organização dos campeonatos disputados no país, bem como da Seleção Nacional.